# گلدان پنجره‌ای

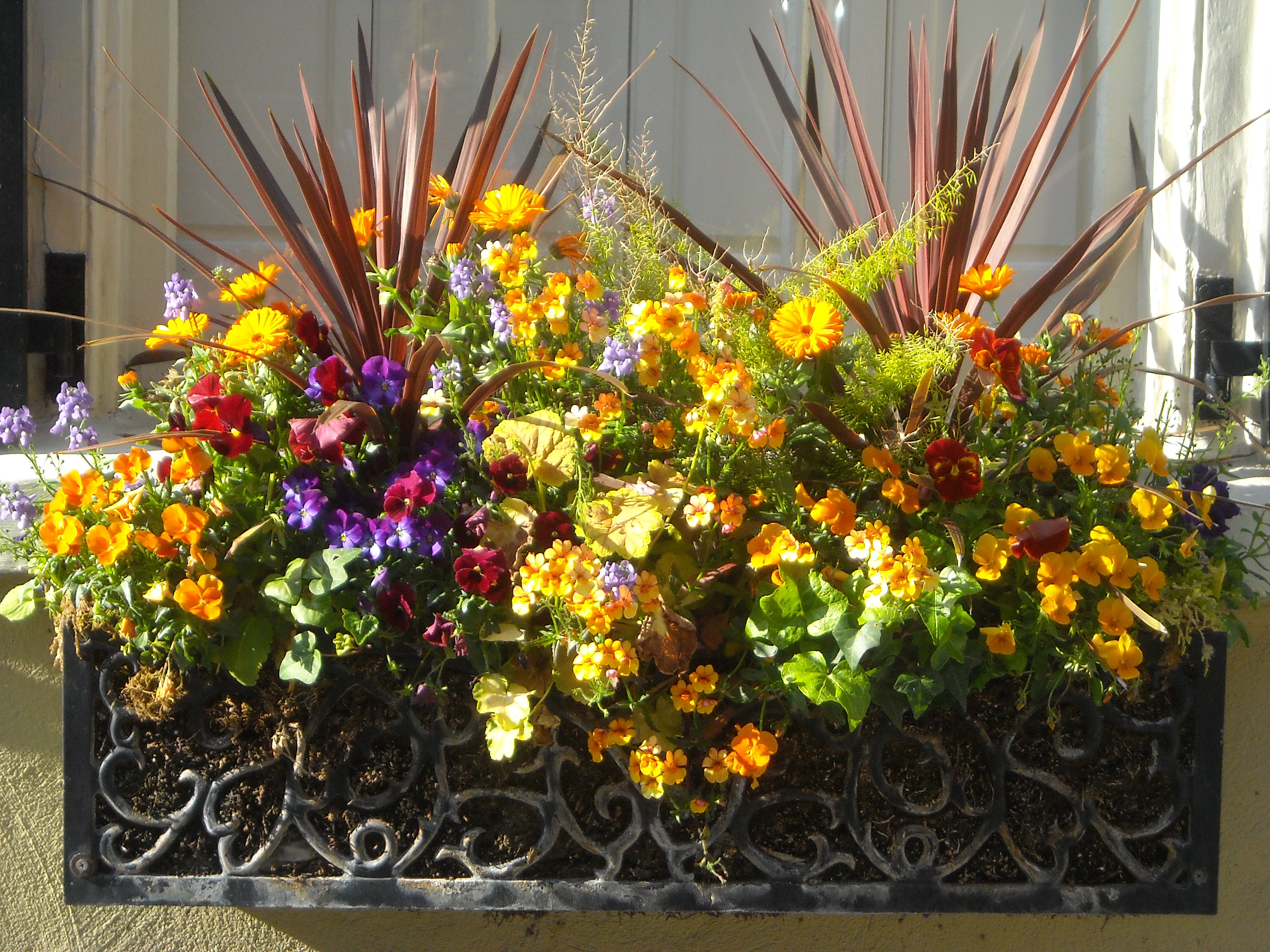
گلدان پنجره‌ای در چارلستون، کارولینای جنوبی

گلدان پنجره‌ای (به انگلیسی: Window box) (گاهی به آن جعبه گل پنجره‌ای یا جعبه پنجره‌ای گفته می‌شود) نوعی ظرف گل برای گل‌ها یا گیاهان زنده است که به شکل جعبهای است که روی یا درست در زیر تاقچه پنجره نصب شده است. همچنین ممکن است برای رشد گیاهان دارویی یا دیگر گیاهان خوراکی استفاده شود.